# Bregenzerwaldstraße
Die Bregenzerwaldstraße (L 200) ist eine Landesstraße in Österreich. Sie ist 62,3 km lang und verläuft von Dornbirn über Bezau, Schoppernau und Schröcken nach Warth, wo sie auf die Lechtalstraße (L 198) trifft.

## Geschichte

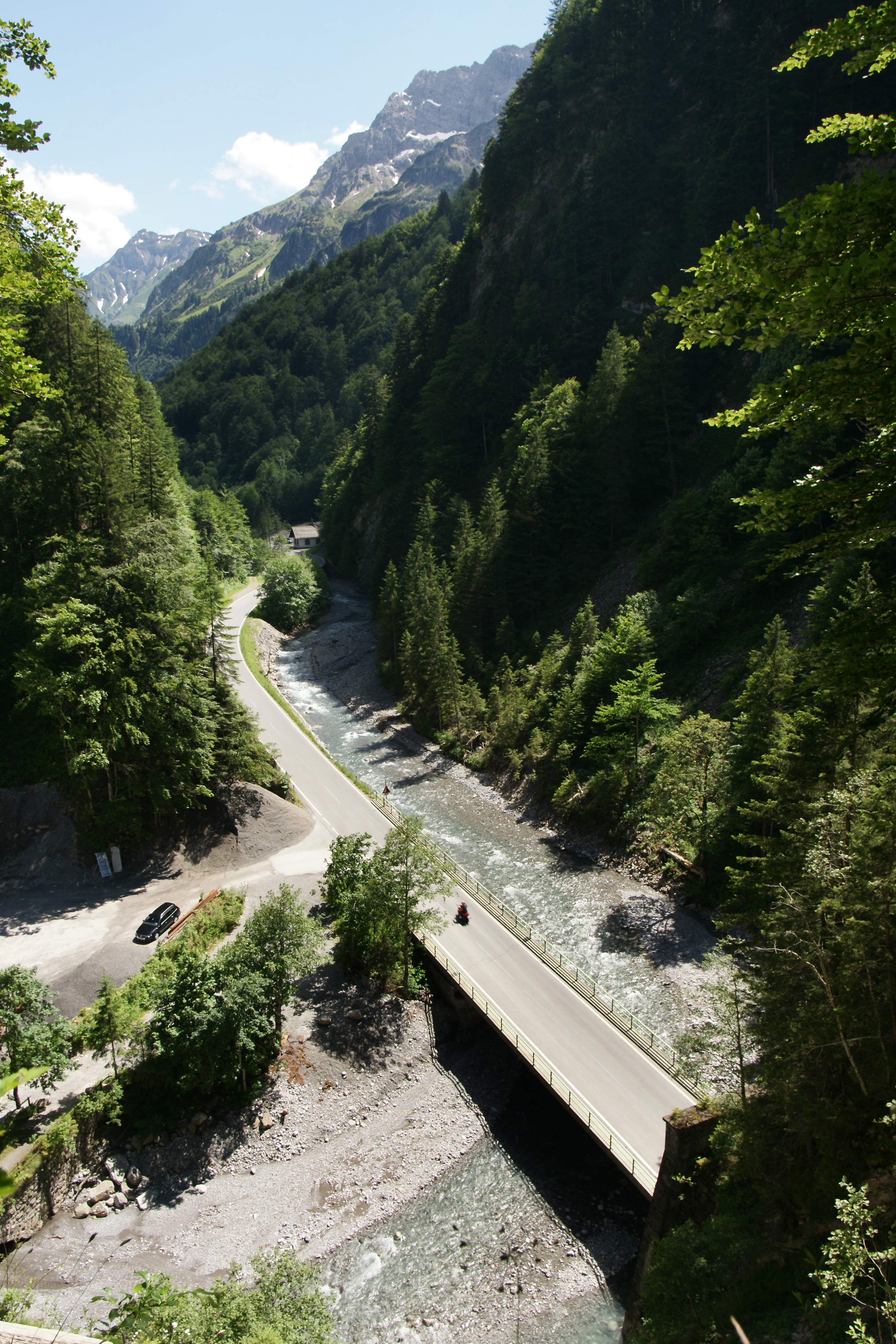
Die L 200 bei Schoppernau

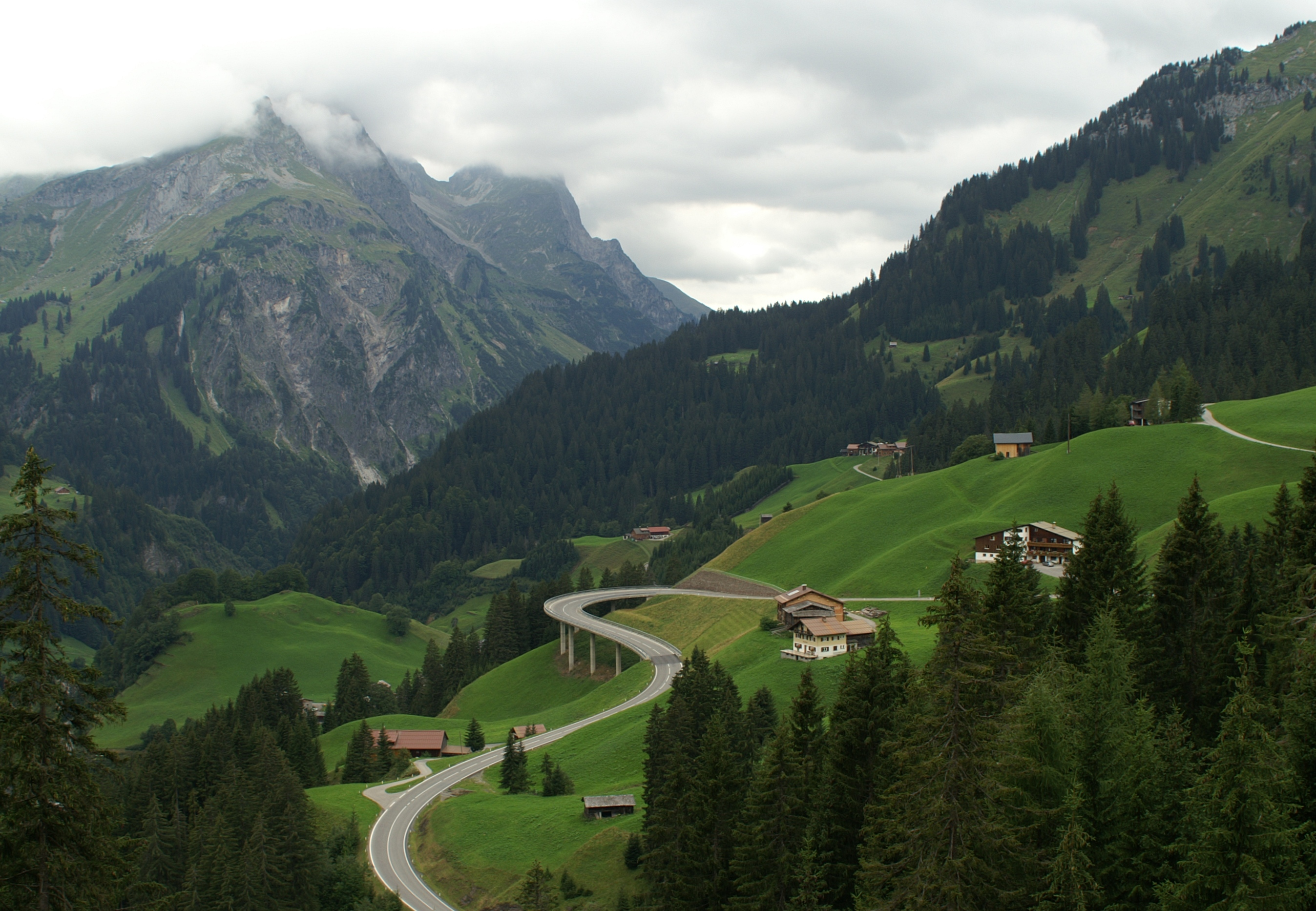
Haarnadelkurve bei Schröcken-Nesslegg

Der Streckenabschnitt zwischen Reuthe und Schoppernau wurde durch das Landesgesetz vom 26. Dezember 1879 zur Konkurrenzstraße erklärt. In der österreichischen Rechtssprache bezeichnet Konkurrenz die gemeinsame Finanzierung eines Projektes durch verschiedene Institutionen, von denen jede einen gesetzlich festgelegten Prozentsatz der Instandhaltungskosten übernimmt. Zwei Drittel der Baukosten sollten durch eine Straßenmaut finanziert werden, das restliche Drittel sollte durch die Gemeinden Mellau, Schnepfau, Au und Schoppernau im Verhältnis ihres Steueraufkommens finanziert werden.
1901 begann der Bau der Hinterbregenzerwaldstraße von Bezau bis Schröcken, die im Rahmen eines staatlichen Straßenbauprogramms ausgebaut werden sollte. An den geplanten Baukosten in Höhe von 278.700 Gulden beteiligte sich das Kaiserreich Österreich mit 40 %, das Land Vorarlberg mit 35 % und die angrenzenden Gemeinden mit 25 %.
Ab 1912 sollte auch der weiterführende Streckenabschnitt von Schröcken bis Warth ausgebaut werden, dessen Baukosten in Höhe von 110.000 Gulden zu 70 % aus dem Staatshaushalt, zu 25 % aus dem Landeshaushalt und zu 5 % von den angrenzenden Gemeinden finanziert werden sollten.
Die Bregenzerwaldstraße zwischen Dornbirn und Schröcken gehört seit dem 1. Jänner 1949 zum Netz der Bundesstraßen in Österreich. Der anschließende Streckenabschnitt zwischen Schröcken und Warth gilt erst seit dem 1. Jänner 1950 als Bundesstraße und wurde 1954 nach 25-jähriger Bauzeit dem Verkehr übergeben.
Nach einem Bergrutsch Anfang des Jahres 2002 vom Saloberkopf wurden oberhalb der Straße Lawinenfangzäune angebracht und die Straße selbst saniert. Dabei wurde die Chance genutzt, den Bereich der Haarnadelkurven zwischen Schröcken-Neßlegg und Warth zu verbreitern und auszubauen.
Seit dem Jahr 2009 verläuft die Bregenzerwaldstraße durch den zwischen Dornbirn und Alberschwende errichteten Achraintunnel und hat eine direkte Verbindung zur Autobahnauffahrt Dornbirn-Nord und damit zur Rheintal/Walgau Autobahn. Diese neue Straßenführung entlastet einerseits die Anrainergemeinden Dornbirn und Schwarzach und bindet andererseits den Bregenzerwald direkter an das höchstrangige Straßennetz an.